# Cratere Rainey
Rainey è un cratere sulla superficie di Mercurio. Il cratere è intitolato a Ma Rainey, cantante statunitense.